# Луція Занінович
Луція Занінович  (хорв. Lucija Zaninović, 26 червня 1987) — хорватська тхеквондистка, олімпійська медалістка.

## Виступи на Олімпіадах
| Олімпіада   | Вагова категорія | Місце |
| ----------- | ---------------- | ----- |
| Лондон 2012 | до 49 кг         | 3T    |